# Vaccinium viscifolium
Vaccinium viscifolium är en ljungväxtart som beskrevs av George King och Gamble. Vaccinium viscifolium ingår i Blåbärssläktet, och familjen ljungväxter. Utöver nominatformen finns också underarten V. v. bicalcaratum.